# Krupprättegången

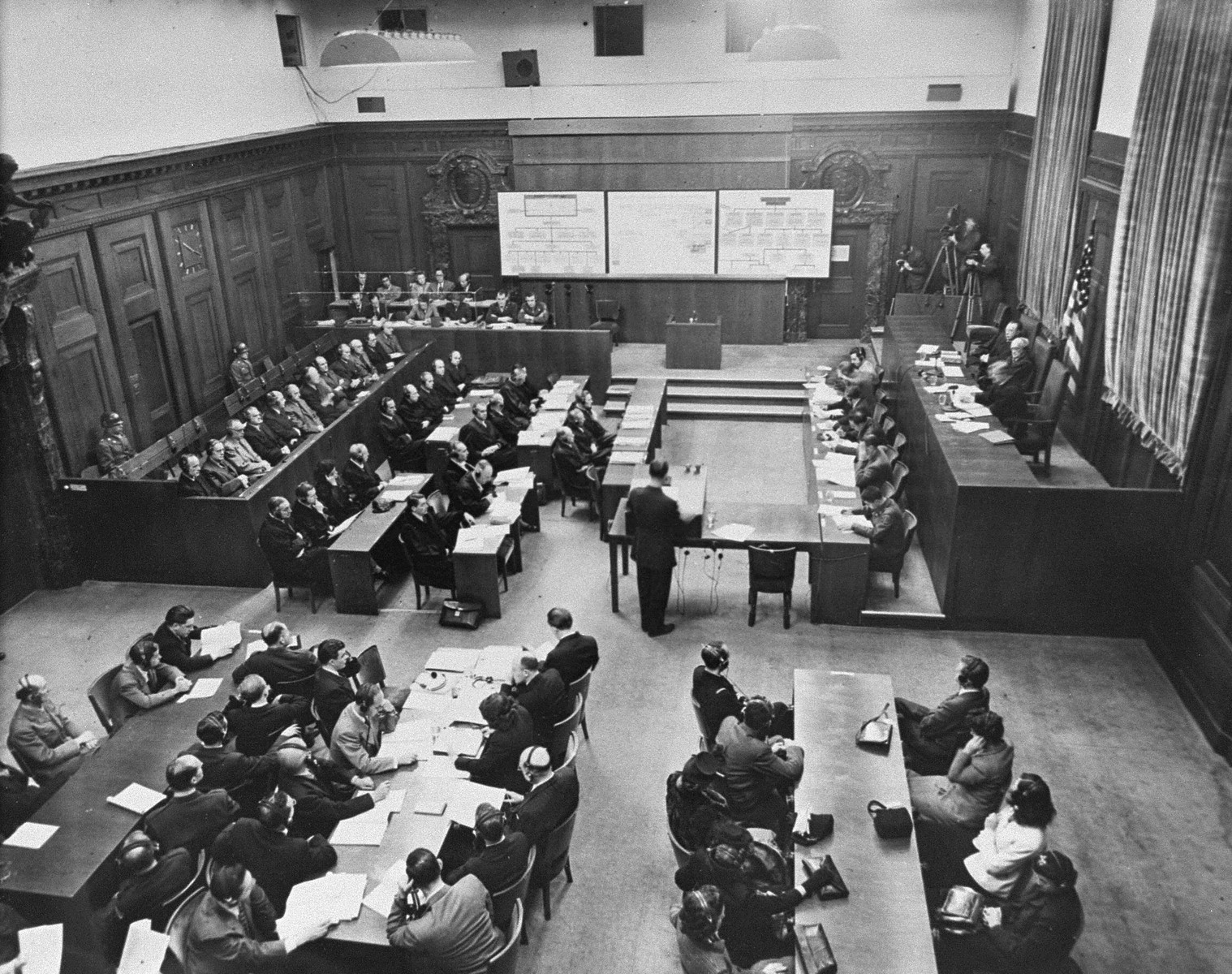
Chefsåklagaren Telford Taylor öppnar förfarandet.

Krupprättegången, officiellt benämnd The United States of America vs. Alfried Krupp, et. al., var en av Nürnbergrättegångarna, rörande krigsförbrytelser av Kruppkoncernen.
Vid Krupprättegången 1947-1948 ställdes Alfried Krupp von Bohlen und Halbach och elva tjänstemän inom Kruppkoncernen till svars för krigsförbrytelser begångna före och under andra världskriget. Alfried Krupp tog formellt över ledningen av koncernen 1943 men hade redan från 1940 tagit över mer och mer av driften från sin far Gustav Krupp von Bohlen und Halbach. De båda var nyckelpersoner i nazistregimens upprustning och krigsförberedelser varvid de utnyttjade tvångsarbetare under andra världskriget. Gustav Krupp åtalades vid Nürnbergprocessen 1945-1946 men rannsakades inte att åtalas då han var senil.
Under rättegången lades en rad bevis fram för Kruppkoncernens samröre med nazisterna från 1930-talet fram till 1945. Kruppkoncernen hade redan före nazisternas maktövertagande 1933  inlett ett samarbete som växte sig starkare när upprustningen startade 1934 som gav företaget stora order. Adolf Hitler besökte flera gånger Kruppverken i Essen. 
Under andra världskriget använde sig företaget av tusentals tvångsarbetare från de av Tyskland ockuperade områdena och de arbetsläger som nazisterna upprättat. 1944 fanns 70 000 tvångsarbetare vid företagets fabriker. Flera vittnen hördes under rättegången och redogjorde för de omänskliga förhållanden som rådde och de brutala SS-vakter som verkade i koncernens fabriker. Alfried Krupp kom att hålla en låg profil genom hela processen och höll enbart en sista redogörelse för sina handlingar strax innan förhandlingarna avslutades. 
Alfried Krupp dömdes till 12 års fängelse för plundring och avsiktlig förstörelse. Han sändes till Landsbergfängelset i Landsberg am Lech och hans egendom konfiskerades till större delen av de allierade. Han kom att sitta av tre år och frisläpptes 1951 varefter han påbörjade återuppbyggnaden av Kruppkoncernen. Den egendom som konfiskerats lämnades tillbaka efter rättsliga processer. 